# Casafranca

Herb

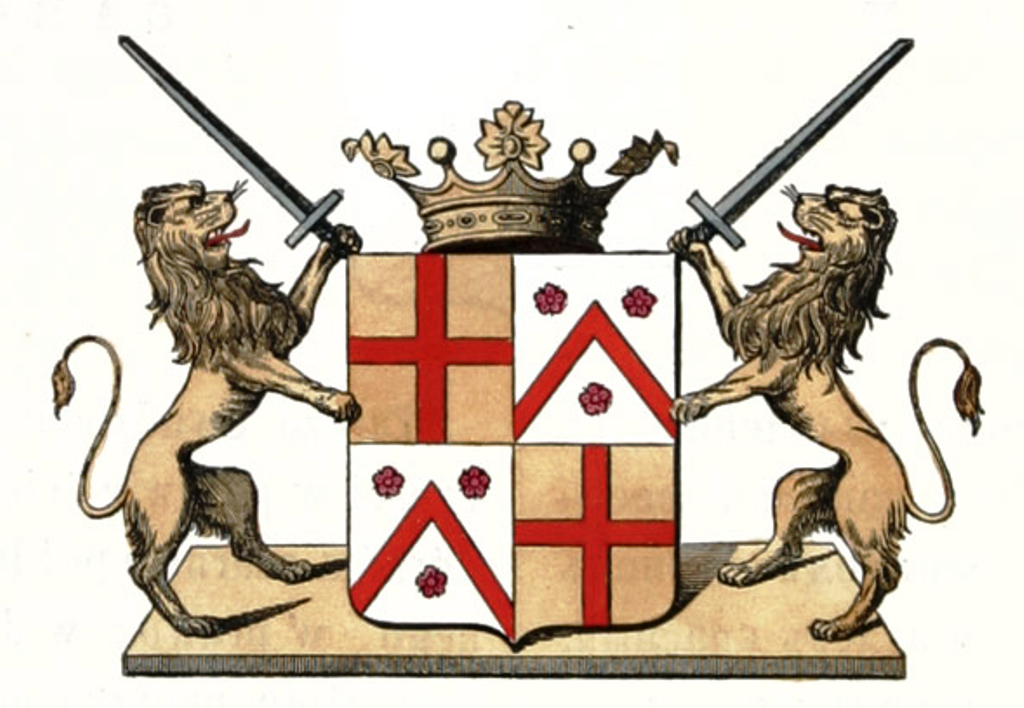

Casafranca (Kazafranka) – herb szlachecki.

## Opis herbu
Na tarczy czterodzielnej, w polu I i IV złotych – krzyż czerwony; w II i III srebrnych – krokiew czerwona między trzema różami. Nad tarczą tylko korona szlachecka; tarczę podtrzymują dwa lwy złote z mieczami.

## Najwcześniejsze wzmianki
1836

## Herbowni
Saint-Paul de Casafranca.